# Adobe FreeHand
Adobe FreeHand, est un logiciel de création graphique vectorielle 2D de Adobe (anciennement Macromedia FreeHand, et auparavant Aldus FreeHand, nom original du logiciel).